# Konrad I. Heidenreich
Konrad I. Heidenreich war Abt des Klosters Waldsassen von 1371 bis 1393.
Der Raubritter Friedrich von Neuberg gestand 1382 auch verschiedene Übergriffe auf Besitz des Klosters. Sein unter Folter gegebenes umfassendes Geständnis wurde im Egerer Buch der Gebrechen festgehalten. Nach verhältnismäßig langer Amtszeit resignierte Konrad I.